# Альтернированный узел

Один из трёх неальтернированного узла с числом пересечений 8

В теории узлов диаграмма узла или зацепления является альтернированной, если пересечения чередуются   — под, над, под, над,  и т.д., если идти вдоль каждой компоненты зацепления. Зацепление является альтернированным, если оно имеет альтернированную диаграмму.
Многие из узлов с числом пересечений, меньшим 10, являются альтернированными. Этот факт и полезные свойства альтернированных узлов, такие как гипотезы Тэйта, позволили некоторым исследователям, включая Тэйта, составить таблицы с относительно малым числом ошибок или упущений. Простейшие неальтернированные простые узлы имеют 8 пересечений (и имеется три таких узла — 819, 820, 821).
Существует гипотеза, что по мере возрастания числа пересечений процент неальтернированных узлов стремится к 0 экспоненциально быстро.
Альтернированные зацепления имеют важную роль в теории узлов и теории трёхмерных многообразий вследствие того, что их дополнения имеют полезные и интересные геометрические и топологические свойства. И это позволило Ральфу Фоксу поставить вопрос: «Что есть альтернированный узел?» . Тем самым он спрашивает, какие свойства дополнения узла, не связанные с диаграммами, могут характеризовать альтернированные узлы.
В ноябре 2015 Джошуа Эван Грин опубликовал препринт, в котором устанавливается характеризация  альтернированных зацеплений в терминах определения стягивающих поверхностей, т.е. определения альтернированных зацеплений (среди которых альтернированные узлы являются специальным случаем) без использования концепции диаграмм зацеплений.
Различная геометрическая и топологическая информация открывается в альтернированных диаграммах. Простоту и разводимость зацепления легко видеть на диаграмме. Число пересечений приведённой альтернированной диаграммы является числом пересечений узла, и это одна из знаменитых гипотез Тэйта.
Альтернированная диаграмма узла находится в соответствии один-к-одному с планарным графом. Каждое пересечение связывается с ребром и половина связных компонент дополнения диаграммы связаны с вершинами.

## Гипотезы Тэйта
Гипотезы Тэйта:
1. Любая приведённая диаграмма альтернированного зацепления имеет наименьшее из возможных пересечений.
2. Любые две приведённые диаграммы того же самого альтернированного узла имеют то же самое число закрученности.
3. Если даны две приведённые диаграммы D1 и D2 ориентированного простого альтернированного зацепления, D1 может быть преобразовано в D2 путём последовательности простых движений, называемых перевёртыванием[англ.]. Гипотеза известна также как гипотеза Тэйта о перевёртывании[2].

Первые две гипотезы Тэйта доказали Морвен Б. Тистлетвэйт, Луис Кауффман и Кунио Мурасуги в 1987 году, а в 1991 году тот же Тистлетвэйт и Вильям Менаско доказали гипотезу Тэйта о перевёртывании.

## Гиперболический объём
Вильям Менаско, применив  теорему о гиперболизации Тёрстона для многообразий Хакена, доказал, что любое простое неразделимое альтернированное зацепление является гиперболическим, т.е. дополнение зацепления имеет геометрию Лобачевского, если только зацепление не является торическим.
Таким образом, гиперболический объём является инвариантом многих альтернированных зацеплений. Марк Лакенби показал, что объём имеет верхние и нижние линейные границы как функции от числа регионов перекручивания на приведённой альтернирующей диаграмме.